# Alibi atroce
Alibi atroce è un cortometraggio muto italiano del 1910 diretto e interpretato da Luigi Maggi.